# Trịnh Lân Chỉ
Trịnh Lân Chỉ (정인지, Jeong Inji, Hanja: 鄭麟趾), tự là Bá Thư, hiệu là Học Dịch Trai là một nhà nho, sử gia người Triều Tiên. Ông sinh năm 1396 ở Seoul và mất ngày 26 tháng 11 năm 1478.
Dưới thời Thế Tông nhà Triều Tiên, ông được bổ làm quan đốc học. Trịnh Lân Chỉ có thể là tác giả chính của Huân Dân Chính Âm và Huân Dân Chính Âm Giải Lệ, tác phẩm truyền bá chữ hangul. Ông còn đứng đầu nhóm học giả biên soạn Cao Ly Sử - một chính sử về thời Cao Ly, tham gia biên soạn Long Phi Ngự Thiên Ca - một cuốn sách ghi lại các bài thơ ca Triều Tiên bằng chữ hangul.

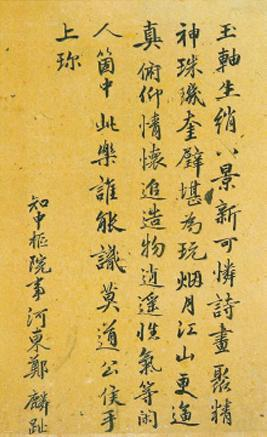
Bút tích của Jeong In-ji (Trịnh Lân Chỉ).

## Tác phẩm
- Hunminjeongeum (훈민정음, 訓民正音, Huấn Dân Chính Âm)
- Hunminjeongeumhaerye (훈민정음예해, 訓民正音例解, Huân Dân Chính Âm Giải Lệ)
- Hakyeokjaejip (학역재집, 學易齋集, Học dịch trai tập)
- Yukdaeyukbeop (역대역법, 歷代曆法, Lịch đại lịch pháp)
- Goryeosa (고려사, 高麗史, Cao Ly sử)
- Goryeosajeolyo (고려사절요, 高麗史節要, Cao Ly sử tiết yếu)
- Yukdaebyeongyo (역대병요, 歷代兵要, Lịch đại binh yếu)
- Saryunohjip (사륜오집)
- Jachitonggamhunui (자치통감훈의, 資治通鑑訓義, Tư trì thông giám huấn nghĩa)
- Sejongsillok (세종실록, 世宗實錄, Thế Tông thực lục)
- Yongbieocheonga (용비어천가, 龍飛御天歌, Long Phi Ngự Thiên Ca)